# كشف الكذب

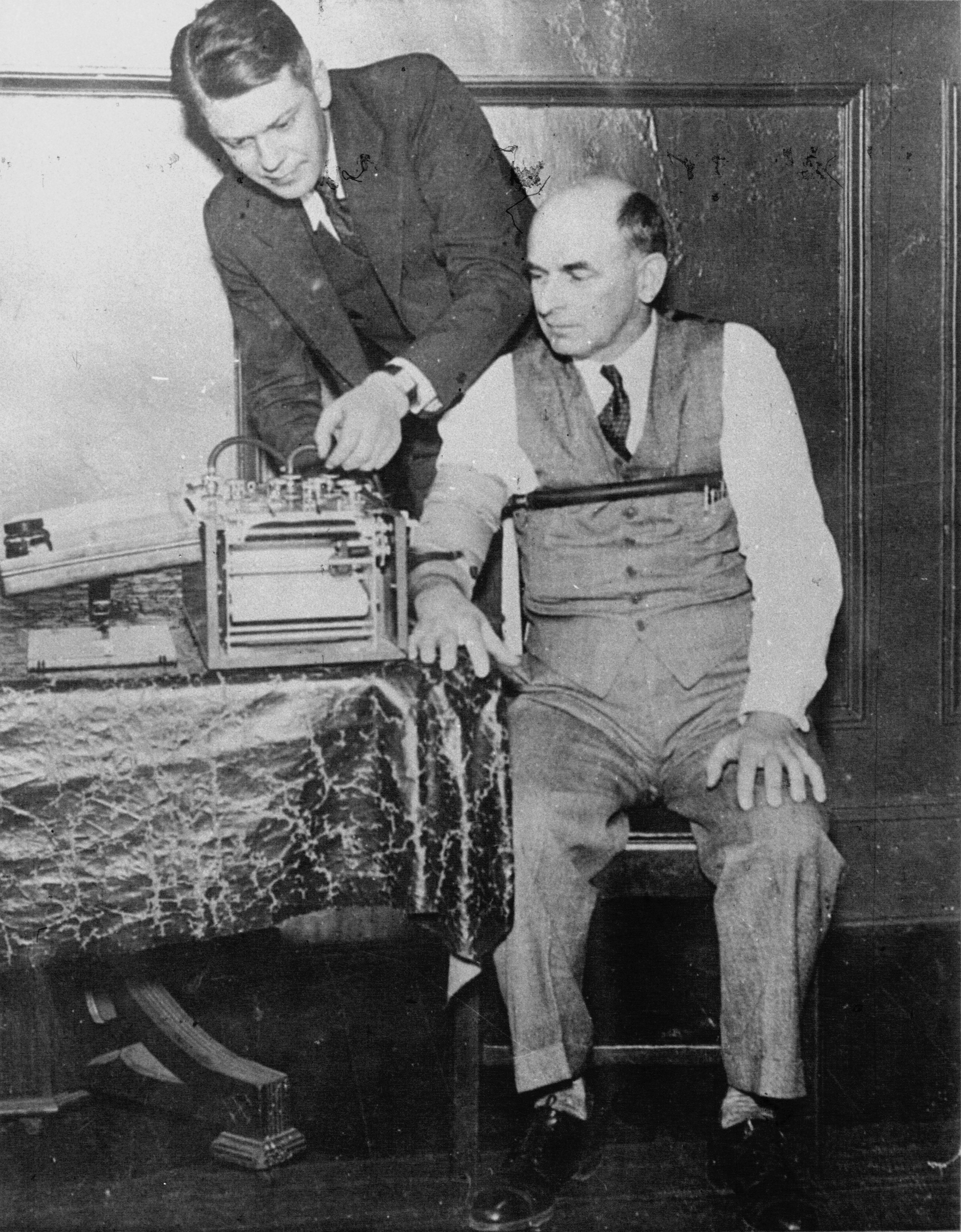

كشف الكذب (بالإنجليزية: Lie Detection)‏ هو تقييم لكلام شفهي بغرض الكشف عن احتمالية وجود خداع مقصود. قد يشير كشف الكذب إلى العمليات المعرفية الكاشفة للخداع عن طريق تقييم مضمون الرسالة بالإضافة إلى إشارات لغة الجسد. وقد يشير أيضًا إلى آليات الاستجواب المستخدمة بجانب التكنولوجيا التي تسجل الوظائف الفسيولوجية بغرض التأكد من صدق الردود وكذبها. وتستخدم سلطات تطبيق القانون في الولايات المتحدة، الآلية السابقة بشكل شائع، لكنها نادرة في البلدان الأخرى بسبب اعتمادها على العلم الزائف.

## الدقة العامة وحدود التقييم
تشير أدلة البحث التراكمية إلى أن الآلات تقوم باكتشاف الخداع على نحو مرجح، لكن مع وجود معدلات خطأ ملحوظة، كما يمكن للاستراتيجيات المستخدمة للتغلب على اختبارات جهاز كشف الكذب والتي تسمى بالتدابير المضادة، أن تكون فعالة وناجحة. وعلى الرغم من عدم الموثوقية فإن نتائج كاشف الكذب تكون مقبولة في المحكمة في بعض البلدان مثل اليابان، ولكنها نادرًا جدًا ما تكون مقبولة كدليل في محاكم الولايات المتحدة.
نشر مكتب الكونجرس الأمريكي لتقييم التكنولوجيا في عام 1983، مراجعة للتكنولوجيا ووجد أنه: يوجد في الوقت الحاضر دليل علمي محدود فقط لتدعيم مصداقية اختبار كشف الكذب. حتى عندما يبدو الدليل أنه يشير إلى أن اختبار كشف الكذب يُظهر الأشخاص المخادعين على نحو مُرجح، فإن معدلات الخطأ الملحوظة تكون ممكنة، بالإضافة إلى اختلاف الفاحص والمفحوص، وإمكانية تأثير التدابير المضادة على مصداقية النتائج.
ففي مقال أكاديمي لمراجعة الأعمال المتناظرة عام 2007 بعنوان (الدجل في علم الخطاب القضائي)، قام المؤلفون بمراجعة 50 عامًا من البحث عن كاشف الكذب، وتوصلوا إلى نتيجة مفادها أنه لا يوجد دليل علمي يدعم النجاح أو القدرة على العمل الفعلي لكاشفات كذب التحليل الصوتي. وهددت الشركة المصنعة لجهاز كاشف الكذب (نمسيسكو) أن تقاضي الناشر الأكاديمي بتهمة التشهير، مما نتج عنه إزالة المقال من قواعد البيانات على الإنترنت. وكتب محامين شركة نمسيسكو في رسالة إلى الناشر أنه يمكن مقاضاة المؤلفين على التشهير إذا كتبوا في الموضوع مرة أخرى.
وبالرغم من ذلك فإن الضوضاء الغريبة في جهاز كشف الكذب يمكن أن تأتي من الإحراج أو القلق دون أن تكون متعلقة بالكذب. فعندما يكون الأشخاص على وعي بالتقييم، فإن استجاباتهم الانفعالية الناتجة، وتحديدًا القلق، يمكنها أن تنعكس على الحقائق. بالإضافة إلى ذلك فإن الاضطرابات السيكولوجية يمكنها أن تسبب مشاكل مع البيانات أو الحقائق، لأن بعض الاضطرابات يمكنها أن تدفع بالشخص إلى الإدلاء بتصريح يعتقد هو أنه صادق لكنه مصطنع في حقيقة الأمر. وكذلك في جميع الاختبارات يمكن للفاحص أن يرتكب تحيزات داخل الاختبار عبر تفاعله مع الشخص وتفسيره للبيانات.

## تاريخ الأبحاث في القرن العشرين
بدأت دراسة الأساليب الفيسيولوجية لاختبارات الخداع بغرض قياس الاضطرابات الانفعالية في أوائل القرن العشرين. وكان فيتوريو بينوسي هو أول من عمل على اختبارات الخداع التطبيقية المبنية على التغيرات الفسيولوجية. فقد اكتشف تغيرات في معدل الشهيق والزفير، وهو الأمر الذي أكده ن. ي. بيرت. أجرى بيرت دراسات تؤكد على التغيرات الكمية في ضغط الدم الانقباضي. ودرس وليام مولتون مارستون ضغط الدم، ولاحظ زيادة في ضغط الدم الانقباضي بمعدل 10 ملم زئبق أو أكثر، إذ تشير إلى الذنب الظاهر في مقياس ضغط الدم، لذلك يقرر وصول نسبة الدقة إلى 90-100%. وطبق مارستون دراساته على طلابه وحالات فعلية من المحاكم. واستخدم مارستون بعد ذلك في عام 1913 أساليب تذبذبية لتحديد ضغط الدم الانقباضي، وأظهرت النتائج وجود تغيرات محددة في ضغط الدم خلال خداع المشتبه فيهم جنائيًا. وانتقد جون أوجستس لارسون في عام 1921، أسلوب ضغط الدم المتقطع لمارستون، لأن التغيرات الانفعالية كانت سريعة جدًا لدرجة أنها يمكن أن تختفي. ولضبط ذلك، قام بتعديل مخطاط النبض إرلانجر لكي يظهر منحنى مستمر للنبض وضغط الدم، واستخدم ذلك في دراسة 4000 مجرم.

## تاريخ الأبحاث في القرن الواحد والعشرين
أجريت دراستين (ما بعد تحليلية) بحلول عام 2004، وأظهرت النتيجة وجود ارتباط بين الكذب وبين زيادة حجم حدقة العين والشفاه المضغوطة. وقد يبقى الكاذبون على استخدام إشارات باليد قليلة، واتصال بالأعين أقل. قد يأخذ الكاذبون وقت أكبر للإجابة على الأسئلة ولكنهم على الجانب الآخر، إذا كان لديهم وقت للتحضير، فربما يجيبون بشكل أسرع عن الأشخاص الذين يقولون الصدق، ويتحدثون أقل ويكررون العبارات أكثر. إنهم لا يظهرون عصبية أكبر أو غمزات أكثر، أو يكون لديهم وضع أقل استرخاء.
استخدم بول إيكمان نظام ترميز حركات الوجه، وعندما يقترن بقياسات الكلام والصوت، فإن معدلات دقة الكشف تصل إلى أكثر من 90%. ومع ذلك لا يوجد حاليًا دليل يدعم مثل تلك الدعوى. تُستخدم حاليًا بشكل آلي في تنفيذ القانون، ومازالت قيد التطوير للحصول على مزيد من الدقة. وتستخدم دراساته التعبيرات المصغرة، التي تدوم لأقل من خُمس الثانية، والتي ربما يتسرب خلالها الانفعالات التي يريد الشخص إخفائها مثل الغضب أو الذنب. ومع ذلك لا تعتبر علامات الانفعال بمثابة علامات ضرورية على الشعور بالذنب. ويذكرنا إيكمان بأن القلق قد يدفع بشخص بريئ غلى الظهور بمظهر المذنب. وبالنسبة إلى دراساته، فإن الأكاذيب الخاصة بالانفعالات في اللحظة، يمكن التقاطها بشكل كبير من خلال إشارات الوجه والصوت، بينما الأكاذيب الخاصة بالمعتقدات والأفعال مثل الجرائم، فإنها تستعمل الإشارات النابعة من الإيماءات والكلمات المضافة. وقد أثبت إيكمان صلاحية العديد من علامات الخداع، لكنه لم ينشرها جميعًا حتى لا يعرفها المجرمون.
يستخدم جيمس بنبيكر منهج الاستقصاء اللغوي وتعداد الكلمة، التي نشرها لورانس إرلبوم، من أجل إجراء تحليل للمحتوى المكتوب. ويدعي أن ذلك المنهج دقيق في التنبؤ بالكذب. ويستشهد بنبيكر بمنهجه بوصفه أكثر فعالية بشكل ملحوظ عن الأحكام البشرية في تحديد عينات الكتابة الصادقة أو الخاطئة بشكل صحيح؛ هناك معدل دقة يصل إلى 67% بالنسبة لمنهجه، بينما يصل معدل دقة الأشخاص المدربين إلى 52%. كانت هناك خمس طرق تجريبية مستخدمة في تلك الدراسة. طلبت الدراسة 1-3 من المشاركين التحدث والكتابة باليد أو نسخ عبارة صادقة أو خاطئة عن الإجهاض. وكان تعيين المشاركين عشوائي لكي يقولوا عبارات صادقة أو خاطئة. وركزت الدراسة 4 على المشاعر الخاصة بالأصدقاء، والدراسة 5 طلبت من الطلاب المتورطين في جريمة وهمية أن يقولوا الكذب.
طُلب من المُحكِّمين البشر تقييم صدق 400 رسالة مرتبطة بالإجهاض. قرأ المُحكمين أو شاهدوا التصريح ثم أعطوه إجابة بنعم أو لا، حول ما إذا كان هذا التصريح خطأ أم لا. تمكن منهج الاستقصاء اللغوي وتعداد الكلمات من تصنيف 67% من رسائل الإجهاض بشكل صحيح، وتمكن المُحكِّمين من تصنيف 52% بشكل صحيح. وقد حددت دراساته أن الخداع يحمل ثلاث علامات كتابية أساسية. الأولى هي استخدام ضمائر المتكلم بشكل أقل. فهؤلاء الكاذبون يتجنبون عبارات الملكية، ويبعدون أنفسهم عن حكاياتهم مع تجنب تحمل المسؤولية عن سلوكهم، في حين يستخدمون أيضًا كلمات انفعالية أكثر سلبية مثل الكره والحزن وعدم الجدوى. العلامة الثانية هي استخدم قليل من كلمات الاستبعاد مثل ماعدا ولكن أو ليس، عندما يميزون بين ما قاموا بفعله وبين ما لم يفعلوه.
قدمت أعمال س. أ. مورجان الثالث، ج. أ. هازلت دليلًا في الآونة الأخيرة، من خلال التحليل الحاسوبي للمحتوى المعرفي لكلام مستمد من مقابلة (مثل طول الاستجابة وعدد الكلمات الفريدة)، يقدم طريقة لكشف الخداع، إذ أنها أفضل على حد سواء وبشكل واضح من الأحكام الاحترافية للمهنيين، ومفيدة في التمييز بين المزاعم الصادقة والكاذبة لدى البالغين، والتي تُعرض في الأحداث شديدة التوتر وربما مؤلمة. ويُظهر هذا الأسلوب اتفاقًا خاصًا دون وجود مواجهة بالإضافة غلى كون علميًا وصالح للثقافات المتعددة.

## الآليات العامة للاستجواب والاختبار
هناك عادة ثلاثة أنواع من الأسئلة مستخدمة في اختبار جهاز كشف الكذب، واختبار تحليل إجهاد الصوت: النوع الأول هو أسئلة لا علاقة لها بالموضوع لوضع معيار أساسي يمكن مقارنة الأجوبة الأخرى معه، وذلك من خلال طرح أسئلة بسيطة تكون إجاباتها واضحة الصحة أو الخطأة. النوع الثاني هو الأسئلة المقارنة التي تحتوي على علاقة غير مباشرة بالحدث أو الظرف، والتي تكون مصممة لتشجيع الشخص على الكذب. والنوع الثالث هو الأسئلة التي لها علاقة بالموضوع، إذ أنها تُقارن مع كل من الأسئلة المقارنة السابقة (والتي يجب أن تمثل إجابات خاطئة)، والأسئلة التي لا علاقة لها بالموضوع (والتي يجب أن تمثل إجابات صادقة). إنهم بصدد كل ما هو موجود بشكل خاص في الأسئلة.

## اختبار سؤال التحكم واختبار معرفة المذنب
اختبار سؤال التحكم هو اختبار يستخدم أسئلة للتحكم ذات إجابات معروفة، لتأتي بوصفها أساسًا فسيولوجيًا من أجل مقارنتها مع الأسئلة التي لها علاقة بحادث معين. يجب على سؤال التحكم أن يكون له استجابة فسيولوجية أكبر إذا قيلت الحقيقة، واستجابة فسيولوجية أقل عند الكذب. ويأتي اختبار معرفة المذنب في صيغة الاختيار من متعدد، بإجابة الاختيارات أو اختيار الإجابة الصحيحة، وتُقرأ الإجابات غير الصحيحة بالإضافة إلى ذلك، وتُسجل الاستجابة الفسيولوجية. وتعتبر عناصر التحكم هي الإجابات غير الصحيحة البديلة. ويتعين أن تكون الإجابة الصحيحة مرتبطة بالاستجابة الفسيولوجية الأكبر. ويهدف ذلك إلى تحديد ما إذا كان الشخص لديه معرفة بشأن حدث معين.
ويعتبر كلا الاختبارين منحازين ضد هؤلاء الأبرياء، لأن المذنب الذي يخشى عواقب اكتشافه، يمكن أن يمتلك دافع أكبر للخداع في الاختبار. وهناك العديد من الآليات (التي يمكن العثور عليها عبر الإنترنت) يمكنها تعليم الأفراد، كيفية تغيير نتائج الاختبارات، بما في ذلك تجعيد أصابع القدم وعض اللسان. ووجد أن التعداد الذهني غير فعال، من خلال دراسة واحدة على الأقل، خصوصًا في الطلاب الذي استمروا بعد العدد سبعة. ووجدت دراسة أنه في اختبار معرفة المذنب، يمكن للأشخاص التركيز على إجابات بديلة مما يجعلهم يظهرون أنفسهم كالأبرياء.

## السلوك غير اللفظي (الجسدي)
يُقيِّم الناس عادة الأكاذيب بناء على السلوك الجسدي أو غير اللفظي، لكنه يضعون بشكل متسرع الكثير من المزايا دون حاجة، في مؤشرات التضليل، مثل تجنب التواصل بالأعين، وتزايد التوقف بين العبارات، والحركات المفرطة الناشئة من اليدين أو القدمين.